# Luis Frayle Delgado
Luis Frayle Delgado (Valverdón, Salamanca; 29 de enero de 1931) es un poeta, ensayista, filósofo y traductor español.
Ha publicado más de sesenta libros, varios ensayos de temas filosóficos y literarios, y numerosos artículos periodísticos.

## Datos biográficos
Estudió en el Seminario y en la Universidad Pontificia de Salamanca, donde se licenció en Teología. Ordenado sacerdote en 1958 ejerció en España y en Hispanoamérica, donde fue profesor de Teología. Fue publicista en medios de comunicación escritos y radiofónicos; y recorrió en diversas misiones los países del Cono Sur de América. Vuelto a España fue profesor de Doctrina Social de la Iglesia en el Instituto de Santa Catalina de la UPSA y de Didáctica de la Religión en la Escuela Normal de Maestros de Salamanca. Se secularizó en 1970, permaneciendo en la Iglesia católica. Se licenció en Filosofía en la Universidad de Valencia, donde presentó el trabajo de investigación sobre “Un método del conocimiento en Ramon Lull” y otros ensayos filosóficos sobre diversos temas de Filosofía moderna y contemporánea. Fue profesor de Filosofía en la Escuela de Profesorado de la Universidad de Bilbao y después Agregado y catedrático de Latín en el Instituto Torres Villarroel de Salamanca. Escritor de orientación humanista, ha publicado unos sesenta libros que incluyen poemarios,  ensayos de temas filosóficos y literarios, traducciones, novelas y libros de relatos. Ha escrito también numerosos artículos periodísticos.

## Obra
Ha publicado una docena de poemarios. Tiene poemas en diversas antologías y en revistas especializadas. Es coordinador de la tertulia poética y de la revista de poesía Papeles del Martes, que se edita en Salamanca.
Se ha especializado en la traducción de obras latinas de pensadores universales, especialmente del Renacimiento y el Humanismo: ha traducido obras latinas de Dante Alighieri, G. W. Leibniz, Francisco de Vitoria, Juan Luis Vives, Leonhard Euler, Erasmo de Róterdam y Cicerón. Es miembro de la Sociedad Española Leibniz y colabora en la obra Leibniz en Español (19 tomos). Autor polígrafo, ha publicado unos cuarenta libros y numerosos ensayos sobre temas filosóficos y literarios en libros realizados en colaboración y en revistas.
Es autor de muchos artículos periodísticos. Su labor de columnista en periódicos se ha desarrollado en dos etapas. La primera en el semanario Comunidad de Asunción del Paraguay, de 1962 a 1966; la columna Ideario Social con el pseudónimo Luis de Salamanca; y artículos de crítica literaria en La Tribuna de Asunción. La segunda etapa son artículos de opinión en los periódicos de Salamanca, El Adelanto, La Gaceta y Tribuna de Salamanca, de los años 1987 a 2003. Aborda temas tanto literarios como en defensa del humanismo y de cultura en general; destaca especialmente su columna El mirador provinciano durante varios años, una crónica del final del siglo XX y comienzos del XXI. Colabora con el periódico digital salamancartvaldia.es.

## Obras

### Poesía
- Estoy viendo pasar el río, Librería Cervantes, Salamanca, 1992
- Persigo el mar en la llanura, Devenir, Madrid, 1993
- Por el borde de mis deseos, Betania, Madrid, 1995
- Palabras de la noche, Edición limitada, Salamanca, 2001
- Paso de frontera, Edición limitada, Salamanca, 2002
- Después ardieron los tiempos, Trilce Ediciones, Salamanca, 2004
- El poeta ante la cruz. Luz del corazón, Edición limitada, Salamanca, 2004
- Canciones del Arco, Verbum, Madrid, 2007
- Barro y piedra, Diputación de Salamanca, Salamanca, 2008
- A pesar de tu presencia, Edición de Autor, Salamanca, 2010
- Rosas y Mar, Edición de Autor, Salamanca, 2011
- La luz que se filtra, Hergar, Ediciones Antema, Salamanca, 2012
- Cuatro poemas de invierno, edición del autor, Salamanca, 2014
- Fugiens Tempus, Lulu, Salamanca, 2015
- Cuaderno de París, edición del autor, Salamanca, 2017
- Silencios de la Espera, con traducción al italiano de Stefania di Leo, edición del autor, Salamanca, 2020
- Coordinación y poemas en la revista poética Papeles del Martes.

### Traducciones
- Dante ALIGHIERI, Monarquía, 1992; Traducción y notas (Tecnos, Madrid, 1992 y Biblioteca Universal, Círculo de lectores, Barcelona, 1995)
- Gottfried Wilhelm LEIBNIZ, Disertación sobre el estilo filosófico de Nizolio, 1993; Traducción, estudio preliminar y notas (Tecnos, Madrid, 1993)
- Francisco de VITORIA, La Ley, 1995; Estudio preliminar, traducción y notas (Tecnos, Madrid, 1995)
- Juan Luis VIVES, El socorro de los pobres. La comunicación de bienes; Estudio preliminar, traducción y notas (Tecnos, Madrid, 1997; segunda edición 2007)
- Francisco de VITORIA, Sobre el poder civil, Sobre los indios, Sobre el derecho de la guerra; Estudio preliminar, traducción y notas (Tecnos, Madrid, 1998; segunda edición 2007)
- Leonhard EULER, Los puentes de Konisgberg, en “Factotum”, Revista de Filosofía Nº 4, pp. 48-52 (Salamanca, 2003)
- Francisco de VITORIA, La Justicia; Estudio preliminar, traducción y notas (Tecnos, Madrid, 2001; reimpresión 2003)
- Francisco de VITORIA, Sobre el matrimonio; Estudio preliminar, traducción y notas (San Esteban, Salamanca, 2005)
- Francisco de VITORIA, Sobre la magia; Estudio introductorio y traducción (San Esteban, Salamanca, 2006)
- Juan Luis VIVES, La escolta del alma; Estudio Introductorio y traducción (Trilce Ediciones, Salamanca, 2006)
- Marco Tulio CICERÓN, La amistad un don divino; Estudio introductorio, versión y notas (Trilce Ediciones, Salamanca, 2008)
- ERASMO de Róterdam, Lamento de la paz; Estudio introductorio, versión y notas (Trilce Ediciones, Salamanca, 2009)
- Juan Luis VIVES, Introducción a la sabiduría. El Sabio; Estudio preliminar y versión (Tecnos. Clásicos del Pensamiento, Madrid, 2010)
- Marco Tulio CICERÓN, El viejo Catón; Estudio introductorio, versión y notas (Trilce Ediciones, Salamanca, 2010)
- Francisco de VITORIA, Sobre el homicidio; Estudio preliminar y versión (San Esteban, Salamanca, 2010)
- Francisco de VITORIA, Sobre la antropofagia; Estudio preliminar y versión (Bubok, Salamanca, 2011)
- Hildegard von Bingen, Sinfonía de las harmonías celestiales; Estudio preliminar y versión (Lulu, Salamanca, 2013)
- ERASMO de Róterdam, Dulce Bellum; Estudio introductorio, versión y notas (Trilce Ediciones, Salamanca, 2016)
- Gottfried Wilhem LEIBNIZ, Diálogos filosóficos; Estudio introductorio, versión y notas (Trilce Ediciones, Salamanca, 2016)
- Juan Luis VIVES, La pacificación con La condición de la vida de los cristianos bajo el dominio turco; Estudio introductorio, versión y notas (Trilce Ediciones, Salamanca, 2016)
- Francisco de VITORIA, Lo espiritual y lo temporal en la Iglesia; Estudio preliminar y versión (Trilce Ediciones, Salamanca, 2016)
- Francisco de VITORIA, Tratado del amor; Estudio preliminar y versión (Trilce Ediciones, Salamanca, 2017)
- Francisco de VITORIA, El poder de la Iglesia; Estudio introductorio y versión (Tecnos. Clásicos del pensamiento, Madrid, 2019)
- Juan Ginés de SEPÚLVEDA, Demócrates segundo; Introducción y versión (Trilce Ediciones, Salamanca, 2020)
- Marco Tulio CICERÓN, El sueño de Escipión; traducción y estudio (edición del autor, 2020)

### Libros de ensayo
- El amor en Unamuno y sus contemporáneos, Academia Nacional de la Historia, Caracas, 1995
- Aproximación a la poesía de Gastón Baquero, CEIAS Salamanca, 2001
- Pensamiento humanista de Francisco de Vitoria, San Esteban, Salamanca, 2004
- La lucha de Jacob. Claves de la agonía de Unamuno, San Esteban, Salamanca, 2006
- Otros americanos en Salamanca, Globalia Ediciones Anthema, Salamanca, 2009
- Unamuno íntimo - El pensamiento menos conocido del rector de Salamanca, Lulu, Salamanca, 2018
- La serenidad conquistada - Pensamiento vitalista en Fray Luis de León, edición del autor, Salamanca, 2018

### Ensayos
- La dialéctica del eros en "Amor y pedagogía"; en Azafea, Estudios de Historia de la filosofía hispánica, III, Universidad de Salamanca, 1990, pp. 265-283.
- Vitalismo en la obra poética de Gastón Baquero; en Celebración de la existencia, Homenaje internacional al poeta cubano Gastón Baquero, Alfonso Ortega Carmona - Alfredo Pérez Alencart, (Ed.), Cátedra de Poética Fray Luis de León, Universidad Pontificia de Salamanca, Salamanca, 1994, pp. 51-62.
- Glosas a los escritos de un humanista hispanoamericano: Guillermo Morón; en Cumbres de Humanismo, Homenaje internacional al escritor venezolano Guillermo Morón, Alfonso Ortega - Alfredo Pérez Alencart (Ed.), Cátedra de Poética Fray Luis de león, Universidad Pontificia de Salamanca, Salamanca, 1994, pp. 45-55.
- De la claridad del estilo filosófico. Juicio de Leibniz sobre la escolástica; en G. W. Leibniz, Analogía y expresión, Quintín Racionero - Concha Roldán (Compiladores), Editorial Complutense, Madrid, 1995, pp. 465-474.
- Claudio Aguiar o la épica del Nordeste del Brasil. Impresiones de una lectura apasionada; en Viento del Nordeste, Homenaje internacional al escritor brasileño Claudio Aguiar, Alfonso Ortega - Alfredo Pérez Alencart (Ed.), Cátedra de Poética Fray Luis de León, Universidad Pontificia de Salamanca, 1995, pp. 101-101.
- La obra educadora de Guillermo Morón; en Libro de amigos, Homenaje a Guillermo Morón, Academia Nacional de la Historia, Caracas, 1996, pp. 151-164.
- La muerte en el "Diario íntimo" de Unamuno; en Cuadernos de la Cátedra Miguel de Unamuno, nº XXXI, Ediciones Universidad, Salamanca, 1996, pp. 89-97.
- En torno al castellano. Reflexiones al hilo de la lectura de Miguel de Unamuno y de Guillermo Morón; Epílogo a "Unamuno y Venezuela" de Guillermo Morón, Cátedra de Poética "Fray Luis de León", Universidad Pontificia de Salamanca, Salamanca, 1998, pp. 195-210.
- Horacio: "Carpe diem"; en Papeles del Novelty. Revista de creación y mantenimiento, Salamanca, marzo de 2000, nº 3, pp. 95-104.
- Brujas y el humanismo hispano. Luis Vives en la bella ciudad de los canales; en El cielo de Salamanca, Revista cultural euroamericana, Primera Época, primavera 2000, nº 1 (especial), pp. 27-39.
- Borges y el clasicismo; en El cielo de Salamanca, Revista de cultura euroamericana, Primera época, Otoño, 2000, nº 2, pp. 137-142.
- Mi Salamanca río y piedra; en "El cielo de Salamanca", Revista cultural euroamericana, Primera época, nº 3, verano 2001, pp. 101-104.
- Gottfried Wilhelm Leibniz. La restauración universal. Presentación y traducción; en "El cielo de Salamanca" Revista cultural euroamericana, Primera época, nº 3, verano 2001, pp. 65-70.
- Redimirse por la escritura, Una reflexión sobre la novela "Viejo" de González León; en "Caliban", una revista de cultura, nº 4, año 2001, Río de Janeiro, Brasil, pp. 89-94.
- Unamuno en la ardiente oscuridad. Una reflexión sobre el "Diario íntimo"; en "Tu mano es mi destino", Cirilo Flórez Miguel (Coordinador), Edición Universidad de Salamanca, 2000, pp. 159-165.
- La poética de Wettphalen y la esencialidad de lo efímero; en "El cielo de Salamanca", Revista cultural euroamericana, primera época, n.º 4, invierno de 2002, pp. 89-92.
- Prólogo a: Víctor Bergasa, Revolución sexual a principios del siglo XX. Doña Mesalina, símbolo de la emancipación femenina, CEIAS, Salamanca, 2002, pp. 9-15.
- La soledad, camino y casa del poema, en "Poesía y Cristianismo", Antonio Praena - Asunción Escribano (Coordinadores), San Esteban, Salamanca, 2002, pp. 25-43.
- Paraguay y Salamanca. La misión de Salamanca desde una perspectiva secular, en "Salamanca-Paraguay: 50 años de colaboración evangelizadora (1954-2004)", Salamanca, 2004, pp. 61-85.
- Unamuno: agonía y tragedia, Conferencia “Cultura Contemporánea y pensamiento trágico”, Seminario de Sociedad y Cultura Contemporáneas (SEMSOCU) de la Universidad Europea Miguel de Cervantes. Publicado en "Cultura contemporánea y pensamiento trágico", pag. 43-61.J oaquín Esteban Ortega (editor), UEMC, colección Seminarium, 2009.
- La existencia poética de González Vigil. Una primera lectura de "Ser sin ser", Salamanca, 10 de junio de 1998. (Publicado en "Otros americanos en Salamanca; Globalia ediciones Anthema, 2009, pp. 60-71).
- Errancias y construcción de identidad de Hernández Catá, escritor y diplomático, Conferencia en el Congreso Internacional Exils, errances et rencontres, organizado por Víctor Bergasa (Université Cergy-Pontoise) y Sylvia Desazars de Montgailhard (ESSEC)
- Los latidos de la existencia. Prólogo a "Sur", poema de Isabel Bernardo. Globalia Ediciones Anthema; Salamanca, 2009.
- Los sitios luisianos; en Papeles del Novelty. Revista de creación y mantenimiento, Salamanca, junio de 2010, nº 19, pp. 59-74.
- Homenaje a Claudio Rodríguez, Artículo en el El Adelanto de Zamora, viernes 18 de noviembre de 2011.
- Ensayo sobre "Puentes inconexos", de Alexander Anchía [Mundi Book, Madrid, 2013], en Crear en Salamanca, 2013.
- Ensayo sobre "Alma Afligida", del Álvaro Alves de Faria [Trilce Ediciones, Salamanca, 2013, traducción de Alfredo Pérez Alencart], en Crear en Salamanca, 2013.
- Artículo sobre el Tratado del Amor de Dios de Miguel de Unamuno, revista Nivola, número 1, 2015.
- Conferencia "La poesía, un camino de conocimiento", 2016, en La poesía y la filosofía de frontera - Diálogos e intercontextualidades (A Poesia e a Filosofia de Fronteira - Diálogos e intercontextualidades), COSMORAMA ediçoes 2017.
- Conferencia "Francisco de Vitoria fundador de la Escuela de Salamanca", 2018.

### Novelas y libros de relatos
- Como si no existiera la tristeza, CEIAS Salamanca, 2003
- Desde mi ribera, Historias de Valverdón, Zorita y Valcuevo, CajaDuero - Colección Temas Locales, Salamanca, 2009
- Las brujas de Rascón, Hergar, Ediciones Antema, Salamanca, 2012
- Cuentos para Sofía, Hergar, Ediciones Antema, Salamanca, 2014
- Los zapatos rojos del diablo, Hergar, Ediciones Antema, Salamanca, 2014
- El robo de Santa Águeda, Diputación de Salamanca, Salamanca, 2019
- Mis raíces en el río, Diputación de Salamanca, Salamanca, 2021

### Otras obras
- Cristo y Latinoamérica, Sígueme (descatalogado), Salamanca, 1966
- Veinte rincones de Salamanca, Caja Duero, Salamanca, 2001 y CEIAS Salamanca, 2005
- Hispania Hija de Roma, Lulu, Salamanca, 2012
- Tomás LÓPEZ VICENTE, Recuerdos y datos histórico-piadosos de Valverdón y sus agregados, Siglo XIX. Edición de Luis Frayle Delgado, Diputación de Salamanca, Salamanca, 2012
- Los seminaristas obreros de los 50. Campos de trabajo, Lulu, Salamanca, 2019